# 2003 у кіно

## Події
- 11 грудня — В Україні з'явився та почав роботу перший кінодистриб'ютор артхаусного (авторського, фестивального) кіно — Артхаус Трафік.

## Фільми
- Володар перснів: Повернення короля
- Брюс Всемогутній
- Пірати Карибського моря: Прокляття «Чорної перлини»
- Труднощі перекладу
- Монстр
- Святі та солдати

### [[Файл:Flag of Ukraine.svg|border|25px]]Україна
- Мамай
- Цикута
- Один — в полі воїн

## Персоналії

### Померли
- 5 січня — Массімо Джіротті, італійський актор (нар. 1918).
- 25 січня — Леопольдо Трієсте, італійський кінодраматург, актор та режисер (нар. 1917).
- 17 лютого — Лубенський Петро Олександрович, український письменник, драматург, кіносценарист.
- 8 березня:
  - Ізотов Едуард Костянтинович, радянський актор театру і кіно.
  - Карен Морлі, американська акторка.
- 9 березня — Дзідра Рітенберга, латвійська акторка театру і кіно, кінорежисерка.
- 10 березня — Ладиніна Марина Олексіївна, радянська акторка.
- 6 квітня — Фатюшин Олександр Костянтинович, російський актор (нар. 1951).
- 9 квітня — Предаєвич Віра Леонідівна, українська акторка театру і кіно.
- 12 квітня — Ніколаєва Ганна Тимофіївна, радянська і українська акторка театру та кіно.
- 25 квітня — Маренков Володимир Петрович, радянський актор.
- 6 травня — Білаш Олександр Іванович, український композитор жанрів класичної та популярної музики (нар. 1931).
- 14 травня — Венді Гіллер, британська акторка.
- 1 червня — Матвєєв Євген Семенович, радянський актор, кінорежисер.
- 10 червня — Бєлохвостик Валентин Сергійович, радянський білоруський актор.
- 12 червня — Грегорі Пек, американський актор.
- 14 червня — Фігуровський Микола Миколайович, радянський і білоруський кінорежисер, сценарист, педагог, актор.
- 15 червня — Філіп Стоун, англійський актор.
- 24 червня — Барбара Вікс, американська кіноакторка.
- 29 червня — Кетрін Гепберн, американська акторка театру, кіно й телебачення.
- 6 липня — Ставицький Борис Петрович, український радянський актор, педагог, професор (нар. 1927).
- 15 липня — Суснін Олександр Олександрович, радянський і російський кіноактор.
- 24 липня — Арепіна Ія Олексіївна, російська акторка театру та кіно ерзянського походження.
- 27 липня — Джон Шлезінгер, британський кінорежисер, лауреат премії Оскар (1969).
- 3 серпня — Юрченко Анатолій Іванович, український кіноактор.
- 9 серпня — Жак Дере, французький кінорежисер і сценарист, майстер кримінального жанру (нар. 1929).
- 5 вересня — Кир Буличов, радянський і російський письменник-фантаст, історик, перекладач, сходознавець, журналіст, кіносценарист (нар. 1934).
- 13 вересня — Мишкова Нінель Костянтинівна, радянська російська акторка театру і кіно.
- 28 вересня — Еліа Казан, американський продюсер, сценарист, кінорежисер.
- 5 жовтня — Трушковський Василь Тимофійович, радянський український кінооператор.
- 23 жовтня — Дмитрієв Іван Петрович, російський актор.
- 25 жовтня — Пастухова Марія Хомівна, радянська і російська акторка.
- 26 жовтня — Філатов Леонід Олексійович, російський актор, режисер, письменник і телеведучий (нар. 1946).
- 5 листопада — Юровський Олександр Якович, російський сценарист, кінодраматург
- 10 листопада — Волков Микола Миколайович, радянський, російський актор театру і кіно.
- 3 грудня — Еллен Дрю, американська акторка.
- 19 грудня — Фрід Ян Борисович, радянський і російський кінорежисер і сценарист.
- 20 грудня — Грігоре Грігоріу, радянський і молдавський актор.
- 30 грудня — Компанієць Лідія Олександрівна, українська письменниця, поетеса, сценаристка.